# Cuautitlán
Cuautitlán (Cuauhtitlan en Nahuatl) est une commune (municipio) mexicaine de l’État de Mexico. C'est aussi le nom de sa ville principale et chef-lieu administratif.

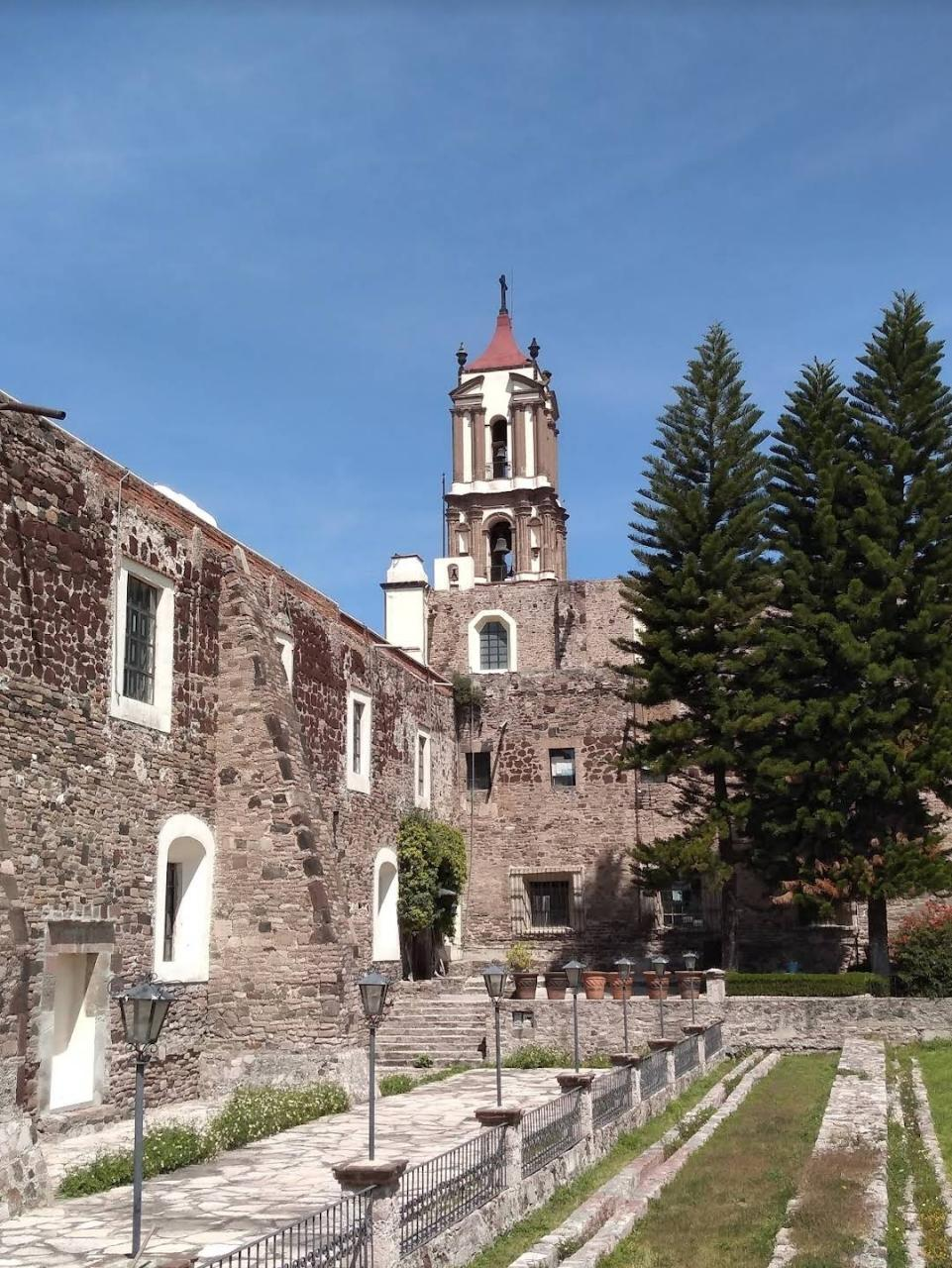
Ancien couvent, aujourd'hui cathédrale et siège du diocèse de Cuautitlán.